# 1551

## Události
- Vznikl velký nedostatek nádob na víno; prázdná bečka stála právě tolik jako její obsah.

### Květen
- 27. května – Italská válka v letech 1551–1559: Mezi zástupci krále Jindřicha II. Francouzského a Ottavia Farnese, vévody z Parmy, je podepsána obranná aliance, která umisťuje vévodství Parma a Piacenza pod ochranu Francie.

### Červenec
- 7. července – Pátá a poslední vlna potivé horečky v Anglii dorazí do Londýna, jak zaznamenal Henry Machyn ve svém deníku, a trvá až do 19. července. Machyn poznamenává: „ther ded from the vii day of July unto the xix ded of the swett in London of all dyssesus viij/c, iij/xx and xij and no more in alle, and so the chanseller is sertefiyd.” („Od 7. do 19. července zemřelo v Londýně na pocení a všechny nemoci dohromady 872 lidí, a ne více, a tak byl kancléř o situaci informován.“)[1] John Caius ze Shrewsbury píše první úplný soudobý popis příznaků této choroby.
- 12. července – Po téměř třech letech končí regentství nad Španělským královstvím, které vykonávali arcivévodkyně Marie a její manžel, arcivévoda Maxmilián Rakouský. Regentství končí návratem Mariina bratra, korunního prince Filipa, do Madridu. Filip opět přebírá roli regenta za krále Karla I., otce Marie i Filipa; Marie a Maxmilián spravovali zemi od 1. října 1548 během nepřítomnosti krále i korunního prince.
- 18. července – Invaze Goza: Osmanská říše a barbarští piráti napadají středomořský ostrov Gozo (dnes součást Malty) a zotročují téměř všech jeho 6 000 obyvatel.[2]
- 19. července – Vstupuje v platnost Weißenburská smlouva, na jejímž základě abdikuje Jan Zikmund Zápolský, který byl od roku 1540 králem Uherska, ve prospěch arcivévody Ferdinanda Habsburského.[3] Nezávislé Sedmihradské knížectví, jemuž vládla Isabela Jagellonská, je zároveň postoupeno Uherskému království jako součást mírové dohody s Ferdinandem.
- 30. července – Po kapitulaci ostrova Gozo Osmané odvážejí 6 000 přeživších na lodích do Tarhuna Wa Msalata (na území dnešní Libye), kde jsou prodáni do otroctví. Na ostrově zůstává pouze 300 osob, které unikly z citadely, a 41 starších obyvatel.

### Prosinec
- 16. prosince – Jiří Martinuzzi, uherský arcibiskup ostřihomský a guvernér Sedmihradska, je zavražděn Marcem Aureliem Ferrarim na příkaz Ferdinanda, krále uherského. Martinuzzi byl podezřelý ze zrady poté, co se pokusil vyjednat separátní mírovou smlouvu s Osmanskou říší.

### Probíhající události
- 1545–1563 – Tridentský koncil

## Narození
Česko
- 28. srpna – Václav Budovec z Budova, český politik, diplomat a spisovatel († 1621)
- ? – Zbyněk Berka z Dubé a Lipé, kardinál, arcibiskup pražský († 6. března 1606)
- ? – Jiří Popel z Lobkovic, nejvyšší hofmistr Českého království († 28. května 1607)
- ? – Matyáš Gryll z Gryllova, městský písař v Žatci († 2. září 1611)

Svět
- 2. února – Mikuláš Reimarus Ursus, matematik a astronom na dvoře Rudolfa II. († 16. října 1600)
- 23. března – Marie Anna Bavorská, bavorská princezna a štýrská arcivévodkyně jako manželka arcivévody Karla II. († 1608)
- 19. září – Jindřich III. Francouzský, francouzský král († 2. srpna 1589)
- říjen – Alessandro Luzzago, italský teolog a filozof († 7. května 1602)
- ? – Tiburzio Vergelli, italský sochař († 7. dubna 1609)
- ? – Adolf Schwarzenberg, císařský polní maršálek († 29. července 1600)
- ? – John de Critz, vlámský malíř († 1642)
- ? – Faust Vrančić, chorvatský středověký učenec († 17. ledna 1617)

## Úmrtí
Česko
- ? – Šimon Hájek, český měšťan a spisovatel (* 1485)

Svět
- 6. dubna – Joachim von Watt, švýcarský lékař a učenec (* 29. listopadu 1484)
- 21. dubna – Nobuhide Oda, japonský vojevůdce a policejní soudce (* 1510)
- 8. května – Barbora Radziwiłłovna, litevská šlechtična a jako manželka Zikmunda II. Augusta polská královna a litevská velkokněžna (* 1520)
- 8. srpna – Tomás de Berlanga, španělský biskup a cestovatel (* 1487)
- 26. srpna – Markéta Eriksdotter Leijonhufvud, švédská šlechtična a jako druhá manželka Gustava I. švédská královna (* 1516)
- ? – Luis de Moscoso Alvarado, španělský conquistador (* 1505)
- ? – Antonio de Villegas, španělský renesanční básník (* 1522)
- ? – Sebastián de Belalcázar, španělský conquistador a guvernér (* 1479 až 1495)

## Hlavy států
- České království – Ferdinand I.
- Svatá říše římská – Karel V.
- Papež – Julius III.
- Anglické království – Eduard VI.
- Francouzské království – Jindřich II.
- Polské království – Zikmund II. August
- Uherské království – Ferdinand I.
- Španělské království – Karel V.
- Burgundské vévodství – Karel V.
- Osmanská říše – Sulejman I.
- Perská říše – Tahmásp I.